# Torneig d'Històrics del Futbol Català 2013
La XXVIIIa edició del Torneig d'Històrics del Futbol Català fou organitzada pel Futbol Club Martinenc. Es disputà a principis d'agost de 2013 al camp municipal del Guinardó. Hi participaren 12 clubs repartits en quatre grups de 3 equips que s'enfrontaren en eliminatòries triangulars (tres partits de 45 minuts) amb els vencedors de cada grup avançant vers les semifinals i final, jugades a 90 minuts. Aquest any hi destaca la invitació a la debutant Unió Esportiva Llagostera que seria finalista només perdent davant l'Associació Esportiva Prat a la tanda de penals. Campió i subcampió tindrien destins molt oposats a final de temporada: els potablava baixarien a la Tercera Divisió mentre que l'equip gironí aconseguiria l'històric ascens a la Segona Divisió.

## Distribució de grups
| Grup 1      | Grup 2        | Grup 3       | Grup 4          |
| ----------- | ------------- | ------------ | --------------- |
| CF Badalona | UE Cornellà   | AE Prat      | CE L'Hospitalet |
| AEC Manlleu | UE Llagostera | FC Santboià  | CE Júpiter      |
| UE Sants    | CD Masnou     | FC Martinenc | FC Ascó         |

|  | Campió vigent    |
|  | Cap de sèrie     |
|  | Debutant         |
|  | Segona Divisió B |
|  | Tercera Divisió  |
|  | Primera Catalana |
|  | Segona Catalana  |

## Resultats i classificacions
| Grup 1 |

| 5 agost 2013                                                                               | CF Badalona | 0 – 0                                | AEC Manlleu                                                                                          | El Guinardó, Barcelona                                                                             |                                                                                          |
| 18:30                                                                                      | Marcos Ferrón, Cárdenas, Sergio Maestre, Marc González David Lázaro, Lolo Carracedo, Ferran Tacón, Abraham Enric Gallego | Mundo Deportivo L'Esportiu Històrics | Barragán Manu Moreno, Arxi, Gely, Ramon Masó Francolí, Putxi, Seuma, Joan Muntada Manel Sala, Fortet | Guinardó · 300 espectadors · Raúl Calle Martínez · Joan Ponce Moreno · Juan Carlos Blasco Pastor · |                                                                                          |
|                                                                                            | | Tanda de penals                      | | |                                                                                          |
| Enric Gallego · Ferran Tacón (aturat) · Abraham · Lolo · David Lázaro (aturat) · Carracedo | Enric Gallego · Ferran Tacón (aturat) · Abraham · Lolo · David Lázaro (aturat) · Carracedo                               | 4 – 3                                | Ramon Masó · Francolí · (aturat) Manel Sala · Seuma · (fora) Putxi · (al travesser) Arxi             | Ramon Masó · Francolí · (aturat) Manel Sala · Seuma · (fora) Putxi · (al travesser) Arxi           | Ramon Masó · Francolí · (aturat) Manel Sala · Seuma · (fora) Putxi · (al travesser) Arxi |

| 5 agost 2013                  | AEC Manlleu | 2 – 0                                | UE Sants                                                                               | El Guinardó, Barcelona                                                                             |                                     |
| 19:30                         | Fredi 36' · Ginés 37' Iván · Ot, Putxi, Gely, Manu Moreno · Iván Fernández, Eric Jacobs · Ginés, Fredi, Óscar Molina · Uri Martínez | Mundo Deportivo L'Esportiu Històrics | Rius Sergio, Aleix, Llauradó, Marcos Rodríguez, Gala, Avilés, Gerard Donatus, Carrillo | Guinardó · 300 espectadors · Joan Ponce Moreno · Juan Carlos Blasco Pastor · Raúl Calle Martínez · |                                     |
|                               | | Tanda de penals                      |                                                                                        | |                                     |
| Gely · Iván Fernández · Ginés | Gely · Iván Fernández · Ginés | 2 – 1                                | Gala · Llauradó · (aturat) Carrillo                                                    | Gala · Llauradó · (aturat) Carrillo                                                                | Gala · Llauradó · (aturat) Carrillo |

| 5 agost 2013 | CF Badalona | 2 – 0                                | UE Sants                                                                                  | El Guinardó, Barcelona                                                                             |  |
| 20:30        | Moha 16' 27' Álex · Ferrón, Joan Castillo, Sergi Coll, Bermudo · Joaquín, Sergio Gómez, Eros, Xavi Boniquet · Moha, Jordi | Mundo Deportivo L'Esportiu Històrics | Blanco Freixi, Carcereny, Prades, Picolo Pardo, Muñoz, Hernández, Franco Navarro, Urrutia | Guinardó · 350 espectadors · Juan Carlos Blasco Pastor · Joan Ponce Moreno · Raúl Calle Martínez · |  |

|    |  |             | Punts | J | G | E | P | GF | GC | DG |
| -- |  | ----------- | ----- | - | - | - | - | -- | -- | -- |
| 1. |  | CF Badalona | 4     | 2 | 1 | 1 | 0 | 2  | 0  | 2  |
| 2. |  | AEC Manlleu | 4     | 2 | 1 | 1 | 0 | 2  | 0  | 2  |
| 3. |  | UE Sants    | 0     | 2 | 0 | 0 | 2 | 0  | 4  | 4  |
|    |  |             |       |   |   |   |   |    |    |    |

| Grup 2 |

| 6 agost 2013                   | UE Cornellà                                                                              | 0 – 0                                                | CD Masnou                                                                                | El Guinardó, Barcelona                                                                             |                       |
| 18:30                          | Iñigo Lara, Martí, Pol, Israel Txemi, Pep Caballé Didi, Luis, Sergio Iglesias Xavi Civil | Mundo Deportivo L'Esportiu Històrics BTV UE Cornellà | Fradera Scott, Cristian, Cárdenas, José García Héctor, Enrich Geri, Jonathan, Pere Yeray | Guinardó · 613 espectadors · David Rovira Campà · David Congost Larrosa · Carlos Calderiña Pavón · |                       |
|                                |                                                                                          | Tanda de penals                                      |                                                                                          | |                       |
| Didi (fora) · Pol · Xavi Civil | Didi (fora) · Pol · Xavi Civil                                                           | 2 – 3                                                | Yeray · Pere · Héctor                                                                    | Yeray · Pere · Héctor                                                                              | Yeray · Pere · Héctor |

| 6 agost 2013                               | UE Cornellà                                                                                        | 0 – 0                                                | UE Llagostera                                                                                  | El Guinardó, Barcelona                                                                             |                        |
| 19:30                                      | Bermúdez Joel, Capó, Cazorla, Israel David García, Pep Caballé Dani Martí, Baruc, Juli Óscar Muñoz | Mundo Deportivo L'Esportiu Històrics BTV UE Cornellà | Moragón Aimar, Vallho, Segarra, Marc García Barnils, Alberto Manga, Isaac Aumatell, Nuha, Eloi | Guinardó · 613 espectadors · David Congost Larrosa · David Rovira Campà · Carlos Calderiña Pavón · |                        |
|                                            | | Tanda de penals                                      |                                                                                                | |                        |
| Juli · Óscar Muñoz · David García (aturat) | Juli · Óscar Muñoz · David García (aturat)                                                         | 2 – 3                                                | Pitu · Aumatell · Eloi                                                                         | Pitu · Aumatell · Eloi                                                                             | Pitu · Aumatell · Eloi |

| 6 agost 2013 | CD Masnou                                                                                        | 0 – 1                                                | UE Llagostera                                                                                                   | El Guinardó, Barcelona                                                                             |  |
| 20:30        | Aliaga Dani Fernández, Maxime, Ismael, Rubén Cáceres, Èric Blasco Miki, Brian, Dani García Bauli | Mundo Deportivo L'Esportiu Històrics BTV UE Cornellà | 39' Enric Pi Nico Ratti · Óscar Álvarez, Barón, Enric Pi, Cano · Chamorro, Masó, Pitu · Tito, Sellarès, Fullana | Guinardó · 613 espectadors · Carlos Calderiña Pavón · David Rovira Campà · David Congost Larrosa · |  |

|    |  |               | Punts | J | G | E | P | GF | GC | DG |
| -- |  | ------------- | ----- | - | - | - | - | -- | -- | -- |
| 1. |  | UE Llagostera | 4     | 2 | 1 | 1 | 0 | 1  | 0  | 1  |
| 2. |  | UE Cornellà   | 2     | 2 | 0 | 2 | 0 | 0  | 0  | 0  |
| 3. |  | CD Masnou     | 1     | 2 | 0 | 1 | 1 | 0  | 1  | 1  |
|    |  |               |       |   |   |   |   |    |    |    |

| Grup 3 |

| 7 agost 2013                                    | AE Prat | 1 – 1                                    | FC Santboià | El Guinardó, Barcelona                                                                                 |                                                           |
| 18:30                                           | Fran Bea 19' Guille · Óscar Sierra, Eloy, Vivó, Lucas · Artabe, Fernando · Sarmiento, Fran Bea, Oribe · Manu Balda | Mundo Deportivo L'Esportiu Històrics BTV | 30' Márquez Hugo · Roberto, Javi, Dani Iglesias, Márquez · Heredia, Àlex Fernández · Sergio Urbano, Luque, Aiham · Jordi Martínez | Guinardó · 504 espectadors · Carlos Rodríguez Enrique · Ricard Vidal Clermont · Carlos López Buendía · |                                                           |
|                                                 | | Tanda de penals                          | | |                                                           |
| Fran Bea · Artabe · Manu Balda · Oribe (aturat) | Fran Bea · Artabe · Manu Balda · Oribe (aturat)                                                                    | 3 – 4                                    | Àlex Fernández · Sergio Urbano · Jordi Martínez · Roberto                                                                         | Àlex Fernández · Sergio Urbano · Jordi Martínez · Roberto                                              | Àlex Fernández · Sergio Urbano · Jordi Martínez · Roberto |

| 7 agost 2013 | AE Prat | 2 – 0                                    | FC Martinenc                                                                          | El Guinardó, Barcelona                                                                                 |  |
| 19:30        | Ignacio 45' · Manu Balda 46' Toni · Óscar Sierra, Murillo, Vivó, Lucas · Sebas, Artabe · Ignacio, Granell, Víctor García · Matas | Mundo Deportivo L'Esportiu Històrics BTV | Carulla Rueda, Sergio, Diego, Acosta Xavi, Alberto García, Raúl, Pitu Vinuesa, Juanlu | Guinardó · 504 espectadors · Ricard Vidal Clermont · Carlos Rodríguez Enrique · Carlos López Buendía · |  |

| 7 agost 2013 | FC Santboià                                                                                   | 0 – 0                                    | FC Martinenc                                                                  | El Guinardó, Barcelona                                                                                 |  |
| 20:30        | Héctor Alberto, Dani Iglesias, Oriol Albert, Álex Heredia, Gerard Raúl, Eloi, Dani Luis Óscar | Mundo Deportivo L'Esportiu Històrics BTV | Carulla Joan, Sergio, Hinojosa, Acosta Alberto, Isma Joel, Raúl, Pitu Vinuesa | Guinardó · 504 espectadors · Carlos López Buendía · Carlos Rodríguez Enrique · Ricard Vidal Clermont · |  |

|    |  |              | Punts | J | G | E | P | GF | GC | DG |
| -- |  | ------------ | ----- | - | - | - | - | -- | -- | -- |
| 1. |  | AE Prat      | 4     | 2 | 1 | 1 | 0 | 3  | 1  | 2  |
| 2. |  | FC Santboià  | 2     | 2 | 0 | 2 | 0 | 1  | 1  | 0  |
| 3. |  | FC Martinenc | 1     | 2 | 0 | 1 | 1 | 0  | 2  | 2  |
|    |  |              |       |   |   |   |   |    |    |    |

| Grup 4 |

| 8 agost 2013                                 | CE L'Hospitalet                                                                                                 | 2 – 1                                | CE Júpiter                                                                                   | El Guinardó, Barcelona                                                                                      |                               |
| 18:30                                        | Bebo 05' · Mario 20' Álex · Peque, Alan, Valentín, Mousa · Pau, Pol, Oriol Codina · Iban Salvador · Mario, Bebo | Mundo Deportivo L'Esportiu Històrics | 39' Makaay · Gabri · Carlos, Rubén, Poche, Javi · Éric, Geri, Silva · Makaay, Elhadji, Mechi | Guinardó · 421 espectadors · César García Peñacoba · Francisco Javier Pazo Mora · Juan Manuel Vico Moreno · |                               |
|                                              | | Tanda de penals                      |                                                                                              | |                               |
| Iban Salvador (aturat) · Mousa (fora) · Bebo | Iban Salvador (aturat) · Mousa (fora) · Bebo                                                                    | 1 – 2                                | Elhadji · Poche · (fora) Geri                                                                | Elhadji · Poche · (fora) Geri                                                                               | Elhadji · Poche · (fora) Geri |

| 8 agost 2013 | CE Júpiter                                                                              | 0 – 1                                | FC Ascó | El Guinardó, Barcelona                                                                                      |  |
| 19:30        | Gabri Taka, Isra, Serrano, Fabregat Navarro, Remo, Éric Ruiz Carlos Vidal, Álex, Gatell | Mundo Deportivo L'Esportiu Històrics | 04' Ermengol Sergi · Edu Vives, Sangrà, Denis Coch, Giribet · Gabernet, Gerard Roca, Édgar, Juanma · Ermengol, Virgili | Guinardó · 421 espectadors · Francisco Javier Pazo Mora · César García Peñacoba · Juan Manuel Vico Moreno · |  |

| 8 agost 2013 | CE L'Hospitalet                                                                           | 0 – 0                                | FC Ascó                                                                                           | El Guinardó, Barcelona                                                                                      |  |
| 20:30        | Craviotto Hammouch, Manu Viale, Moyano, Mousa Manel, Fragoso, Pau, Canario Pedro, Carreño | Mundo Deportivo L'Esportiu Històrics | Sergi Edu Vives, José Ramón, Egea, Pere Pijoan, Gerard Roca, Édgar, Juanma Sergi Moreno, Ermengol | Guinardó · 421 espectadors · Juan Manuel Vico Moreno · César García Peñacoba · Francisco Javier Pazo Mora · |  |

|    |  |                 | Punts | J | G | E | P | GF | GC | DG |
| -- |  | --------------- | ----- | - | - | - | - | -- | -- | -- |
| 1. |  | CE L'Hospitalet | 4     | 2 | 1 | 1 | 0 | 2  | 1  | 1  |
| 2. |  | FC Ascó         | 4     | 2 | 1 | 1 | 0 | 1  | 0  | 1  |
| 3. |  | CE Júpiter      | 0     | 2 | 0 | 0 | 2 | 1  | 3  | 2  |
|    |  |                 |       |   |   |   |   |    |    |    |

| Semifinals |

| 9 agost 2013 | CF Badalona | 0 – 1                                    | UE Llagostera                                                                                             | El Guinardó, Barcelona                                                                               |  |
| 18:00        | Álex Fran Grima, Joan Castillo, Cárdenas, Bermudo Ferran Tacón, Sergio Gómez, Lolo, Xavi Boniquet Moha, Enric Gallego | Mundo Deportivo L'Esportiu Històrics BTV | 86' Nuha Moragón · Masó, Vallho, Óscar Álvarez, Enric Pi · Tito, Pitu, Fullana · Eloi, Sellarès, Chamorro | Guinardó · 600 espectadors · Pau García Fuster · Bruno Montoro Ferreiro · Juan Manuel Martín Varas · |  |

| 9 agost 2013 | AE Prat | 3 – 1                                    | CE L'Hospitalet | El Guinardó, Barcelona                                                                                              |  |
| 20:00        | Ignacio 52' · Oribe 72' · Fran Bea 82' (p.) Toni · Álvaro, Murillo, Vivó, Larios · Sebas, Granell · Ignacio, Fran Bea, Víctor García · Matas | Mundo Deportivo L'Esportiu Històrics BTV | 86' Canario · Craviotto · Peque, Manu Viale, Moyano, Valentín · Pol Llonch, Pau, Manel, Iban Salvador · Bebo, Carreño | Guinardó · 600 espectadors · Arnau Llopart Carbó · José Antonio Fernández Morillo · Carlos Eduardo Sidoine Farfan · |  |

| Final |

| UE Llagostera                                              | 1 – 1                                | AE Prat                                              |
| ---------------------------------------------------------- | ------------------------------------ | ---------------------------------------------------- |
| Alberto Manga 02'                                          | Mundo Deportivo L'Esportiu Històrics | 36' Ignacio                                          |
| Tanda de penals                                            |                                      |                                                      |
| Pitu · Eloi · Enric Pi · Chamorro · Fullana · Barón (fora) | 5 – 6                                | Larios · Sebas · Matas · Artabe · Granell · Fernando |

| Llagostera | Prat |

| Nico Ratti           |     |     |
| Jordi Masó           |     | 80' |
| David Cano           |     |     |
| Óscar Álvarez        |     | 68' |
| Marc García          |     | 68' |
| Anas El Morabet      |     | 45' |
| Roger Barnils        |     | 80' |
| Alberto Manga        |     | 45' |
| Marc Sellarès        |     | 45' |
| Nuha Marong          |     | 68' |
| Jordi Aumatell       |     | 80' |
| Reserves:            |     |     |
| José Sánchez Moragón |     |     |
| Aimar Moratalla      |     | 45' |
| Marc Vallhonesta     |     | 68' |
| Andrés Barón         |     | 45' |
| Enric Pi             |     | 45' |
| Albert Ortiz 'Tito'  |     | 80' |
| 'Pitu' Comadevall    |     | 80' |
| Francesc Fullana     |     | 80' |
| Eloi Gila            | 87' | 68' |
| Salva 'Chamorro'     |     | 68' |
| Entrenador:          |     |     |
| Oriol Alsina         |     |     |

| Guille López            |     | 45' |
| Óscar Sierra            |     | 75' |
| Alfonso Artabe          |     |     |
| Rafa Murillo            |     | 45' |
| Oriol Ricarte           |     | 67' |
| Juan Sebastián Periáñez |     |     |
| Fernando Núñez          |     |     |
| Ignacio Rosillo         |     | 45' |
| Manu Balda              |     |     |
| Víctor Oribe            |     |     |
| José Kante              |     | 75' |
| Reserves:               |     |     |
| Toni Texeira            |     | 45' |
| Álvaro Parra            |     | 75' |
| Albert Vivó             |     | 45' |
| Luis Larios             |     | 67' |
| Àlex Granell            | 71' | 45' |
| Lucas                   |     |     |
| Guille Sarmiento        |     |     |
| Antonio Matas           |     | 75' |
| Entrenador:             |     |     |
| Agustín Vacas           |     |     |

## Golejadors i millors jugadors
| Gols |                         |                 |
| ---- | ----------------------- | --------------- |
| 3    | Ignacio Rosillo         | AE Prat         |
| 2    | Fran Bea                | AE Prat         |
|      | Moha Traoré             | CF Badalona     |
| 1    | Alberto Manga           | UE Llagostera   |
|      | José Antonio Méndez     | CE L'Hospitalet |
|      | Víctor Oribe            | AE Prat         |
|      | Nuha Marong             | UE Llagostera   |
|      | Ermengol Graus          | FC Ascó         |
|      | Alexandre Torremorell   | CE Júpiter      |
|      | Mario Roque             | CE L'Hospitalet |
|      | Kabiru Akinsola 'Bebo'  | CE L'Hospitalet |
|      | Manu Balda              | AE Prat         |
|      | David Márquez           | FC Santboià     |
|      | Enric Pi                | UE Llagostera   |
|      | Sergio Ginés            | AEC Manlleu     |
|      | Frederic Juanes 'Fredi' | AEC Manlleu     |
|      |                         |                 |

| Grup 1                 | Grup 2                          | Grup 3          | Grup 4                  |
| ---------------------- | ------------------------------- | --------------- | ----------------------- |
| Moha Traoré (Badalona) | José Miguel Bermúdez (Cornellà) | Fran Bea (Prat) | Pol Llonch (Hospitalet) |
| Semifinal 1            | Semifinal 1                     | Semifinal 2     | Semifinal 2             |
| Eloi Gila (Llagostera) | Eloi Gila (Llagostera)          | Fran Bea (Prat) | Fran Bea (Prat)         |
| Final                  |                                 |                 |                         |
| Ignacio Rosillo (Prat) |                                 |                 |                         |

## Fets destacats
- En la seva segona participació consecutiva després de debutar el 2012, l'Associació Esportiva Prat s'erigeix en el 13è equip en assolir el títol, enguany amb un bagatge de 7 gols a favor, quan l'any anterior queia eliminat de primeres al triangular sense marcar ni puntuar.
- Per primera vegada en 28 edicions hi ha quatre semifinalistes de Segona Divisió B.
- S'estrena el nou logotip del certamen.